# Kornél Fábry

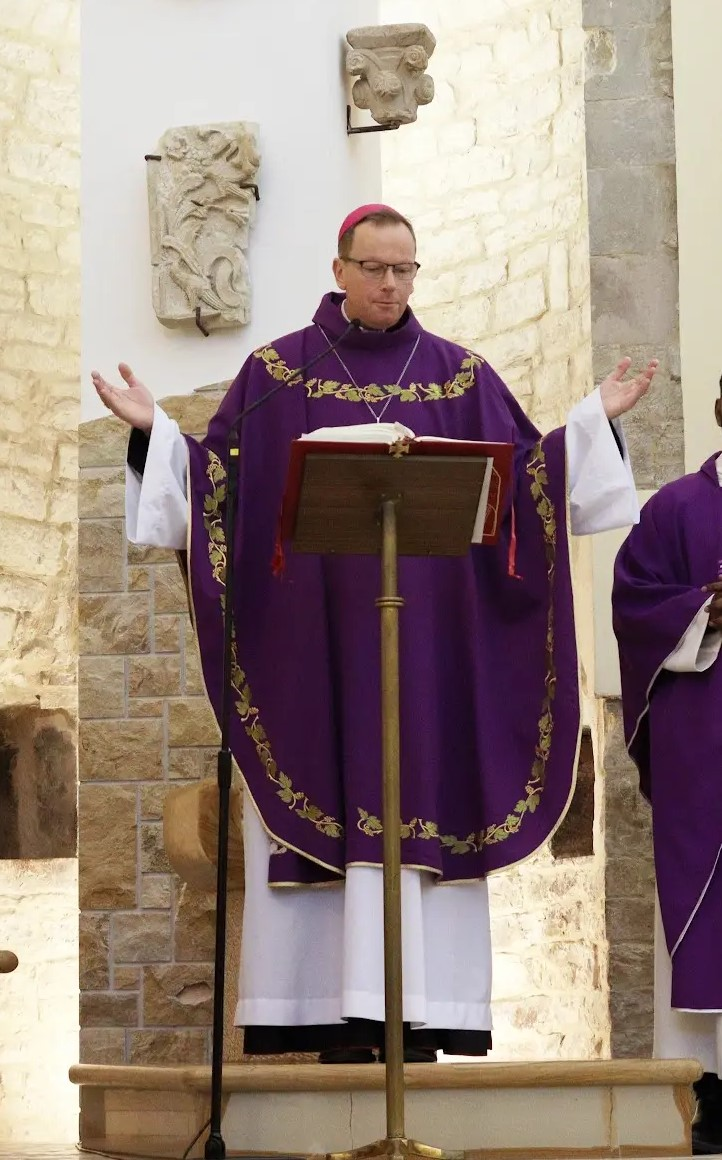
Kornél Fábry, 2024

Bischofswappen von Kornél Fábry

Kornél Fábry (* 22. Oktober 1972 in Budapest) ist ein ungarischer römisch-katholischer Geistlicher und Weihbischof in Esztergom-Budapest.

## Leben
Kornél Fábry war nach dem Erwerb der Hochschulreife am Piaristengymnasium von Budapest als Büroassistent und Sachbearbeiter des Parlamentsarchivs tätig. Ab 1993 studierte er vier Semester Französisch an der Eötvös-Loránd-Universität. Anschließend studierte er von 1995 bis 2000 an der Katholischen Péter-Pázmány-Universität Philosophie und Theologie als Seminarist des zentralen Priesterseminars in Budapest und empfing am 17. Juni 2000 das Sakrament der Priesterweihe für das Bistum Kaposvár.
Als Mitglied der Gemeinschaft Emmanuel war er nach der Priesterweihe zunächst Kaplan in der Pfarrei St-Nicolas-des-Champs in Paris und von 2001 bis 2003 in der Pfarrei Szent Imre in Kaposvár. Von 2003 bis 2008 studierte er Biblische Theologie in Rom und wurde an der Päpstlichen Universität Gregoriana promoviert. Nach der Rückkehr in sein Heimatbistum war er von 2008 bis 2016 Pfarrer der Schutzengelpfarrei im Stadtteil Kaposfüred von Kaposvár. Von 2016 bis 2020 war er Generalsekretär des 52. Eucharistischen Weltkongresses in Budapest. Ab 2021 leitete er das Pastoralinstitut der ungarischen Bischofskonferenz. Ab 2022 war er zudem Pfarrer der Personalpfarrei der Charismatischen Bewegung in Budapest und Nationalbeauftragter für das Heilige Jahr 2025.
Papst Franziskus ernannte ihn am 27. Juni 2023 zum Titularbischof von Guardialfiera und zum Weihbischof in Esztergom-Budapest. Der Erzbischof von Esztergom-Budapest, Péter Kardinal Erdő, spendete ihm am 2. September desselben Jahres in der Budapester St.-Stephans-Basilika die Bischofsweihe. Mitkonsekratoren waren der Apostolische Nuntius in Ungarn, Erzbischof Michael Wallace Banach, und der Bischof von Kaposvár, László Varga.